# Hemeroplanes triptolemus
Hemeroplanes triptolemus (Cramer, 1779) è un lepidottero appartenente alla famiglia Sphingidae, diffuso in America Centrale e Meridionale.

## Descrizione

### Adulto
L'ala anteriore è marrone, con varie geometrie tra il rossiccio ed il verde tenue. Il termen risulta dentellato, e si nota una fascia tra il marrone scuro ed il nero, che corre diagonalmente dalla parte subapicale della costa fino al terzo prossimale del margine posteriore, in corrispondenza della nervatura M3. La macchia argentata posta in prossimità della cellula discale, tipica del genere Hemeroplanes, qui è solo lievemente biforcata, con braccio anteriore appena abbozzato, e misura 4–5 mm.

La pagina inferiore è quasi uniformemente tinta di un nocciola pallido, che si inscurisce man mano che ci si avvicina alla fascia postmarginale, mentre il termen risulta irregolarmente beige; sono pure visibili 1-2 linee più scure che corrono parallelamente al termen, lungo il terzo distale dell'ala.

La pagina superiore dell'ala posteriore, che è più arrotondata, risulta rossiccia a livello basale, mentre tende ad un colore più sbiadito nella fascia marginale posteriore; il termen è pure dentellato e con angolo anale ben definito. Ventralmente assume colorazioni assimilabili all'ala anteriore.

Il capo è provvisto di cresta mediana ed occhi sviluppati e seminascosti. A livello boccale si notano i pilifer con funzione uditiva.

Le antenne sono lunghe, sottili, non clavate e nettamente uncinate alle estremità, con lunghezza pari a circa la metà della costa.

Il torace è brunastro, scuro sui lati ma marroncino chiaro ventralmente.

L'addome appare marrone con anelli dorsali gialli, che qui sono marcati e corrono per tutta la larghezza dei segmenti.

Nel genitale maschile, l'harpe mostra un processo sottile e ricurvo, e risulta più corta di quanto osservabile in H. ornatus.

Nel complesso, i due sessi appaiono alquanto simili, sia dorsalmente, sia ventralmente.

L'apertura alare varia da 64 a 82 mm.

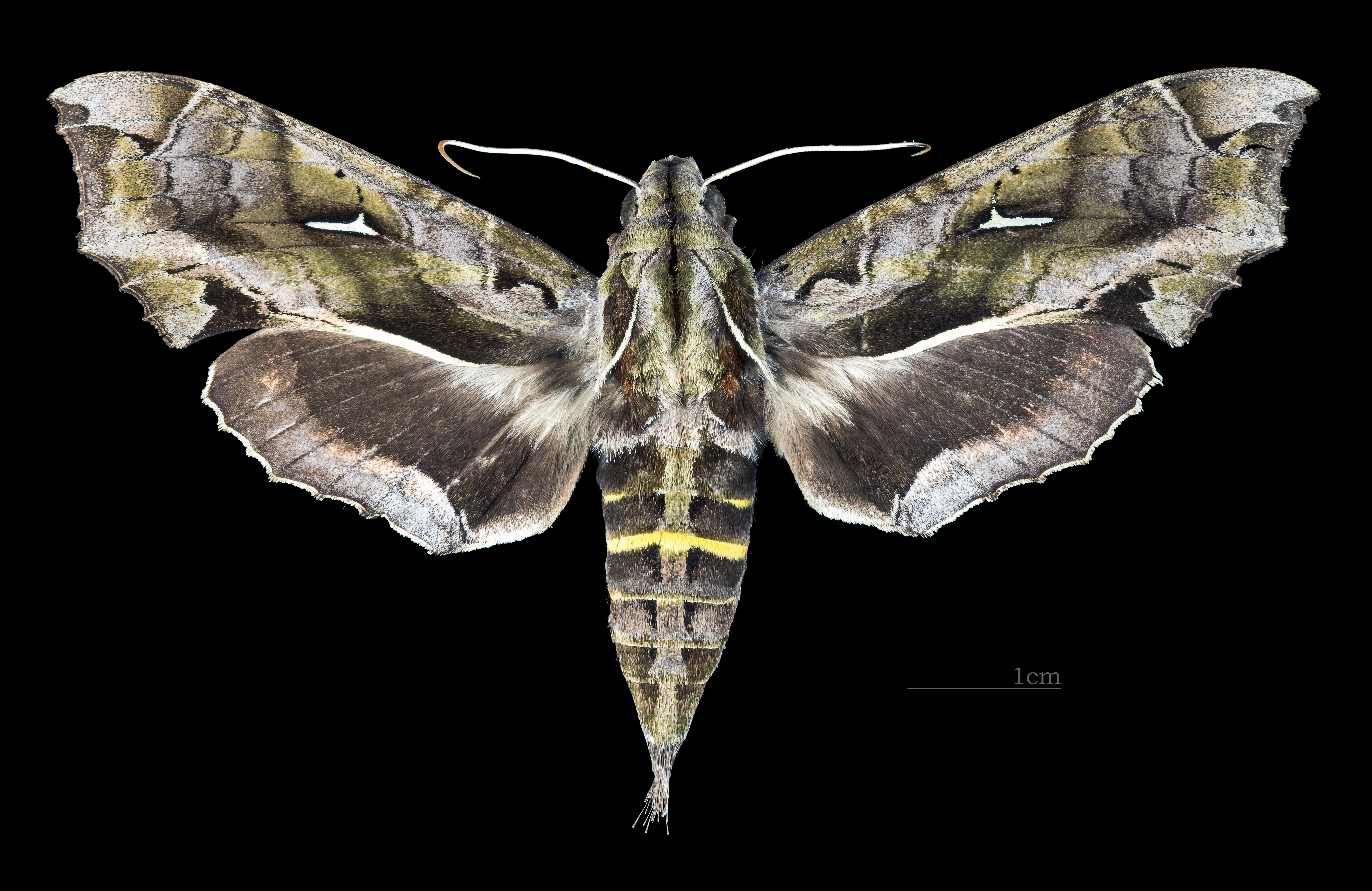
Aspetto dorsale della femmina
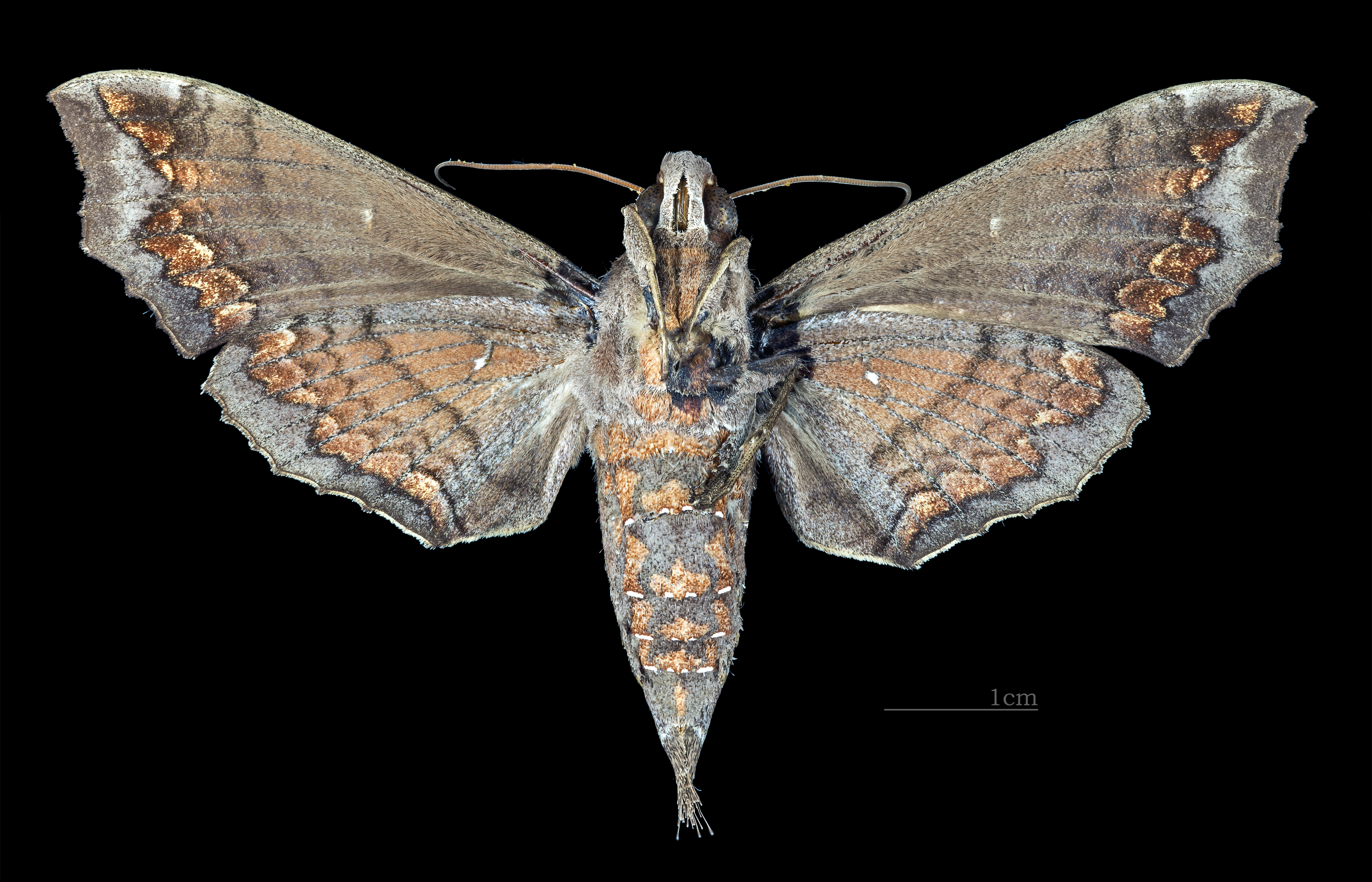
Volto ventrale della femmina

### Larva
Il bruco è verdastro, con il capo piccolo e schiacciato, ed i segmenti toracici allargati; l'addome appare invece più stretto e dorsalmente piatto; non è presente il cornetto caudale sull'ottavo urotergite. La forma della larva, unitamente alla colorazione aposematica, ricorda molto quella di alcuni ofidi viperidi appartenenti al genere Bothrops Wagler, 1824, presenti su areali sovrapponibili con quello di questo taxon; infatti se il bruco viene disturbato, ritrae il capo nei primi segmenti toracici, che si rigonfiano, e si solleva sulle ultime pseudozampe, così da sembrare una vipera in procinto di attaccare; in tal modo riesce spesso ad allontanare l'eventuale aggressore.

### Pupa
Le crisalidi appaiono nerastre, lucide e con un cremaster poco sviluppato; si rinvengono entro bozzoli sericei posti negli strati superficiali della lettiera del sottobosco.

## Distribuzione e habitat

Localizzazione geografica del Suriname, locus typicus della specie

L'areale di questa specie è esclusivamente neotropicale, comprendendo il Messico, il Belize, il Guatemala, la Costa Rica, Panama, la Colombia (Meta), il Venezuela, la Guyana, il Suriname (locus typicus), l'Ecuador, il Perù, il Brasile (Pará, Rio Madeira), la Bolivia (La Paz, Santa Cruz) e l'Argentina (Tucumán).
L'habitat è rappresentato da foreste tropicali e sub-tropicali, dal livello del mare fino a circa 2.000 m di quota.

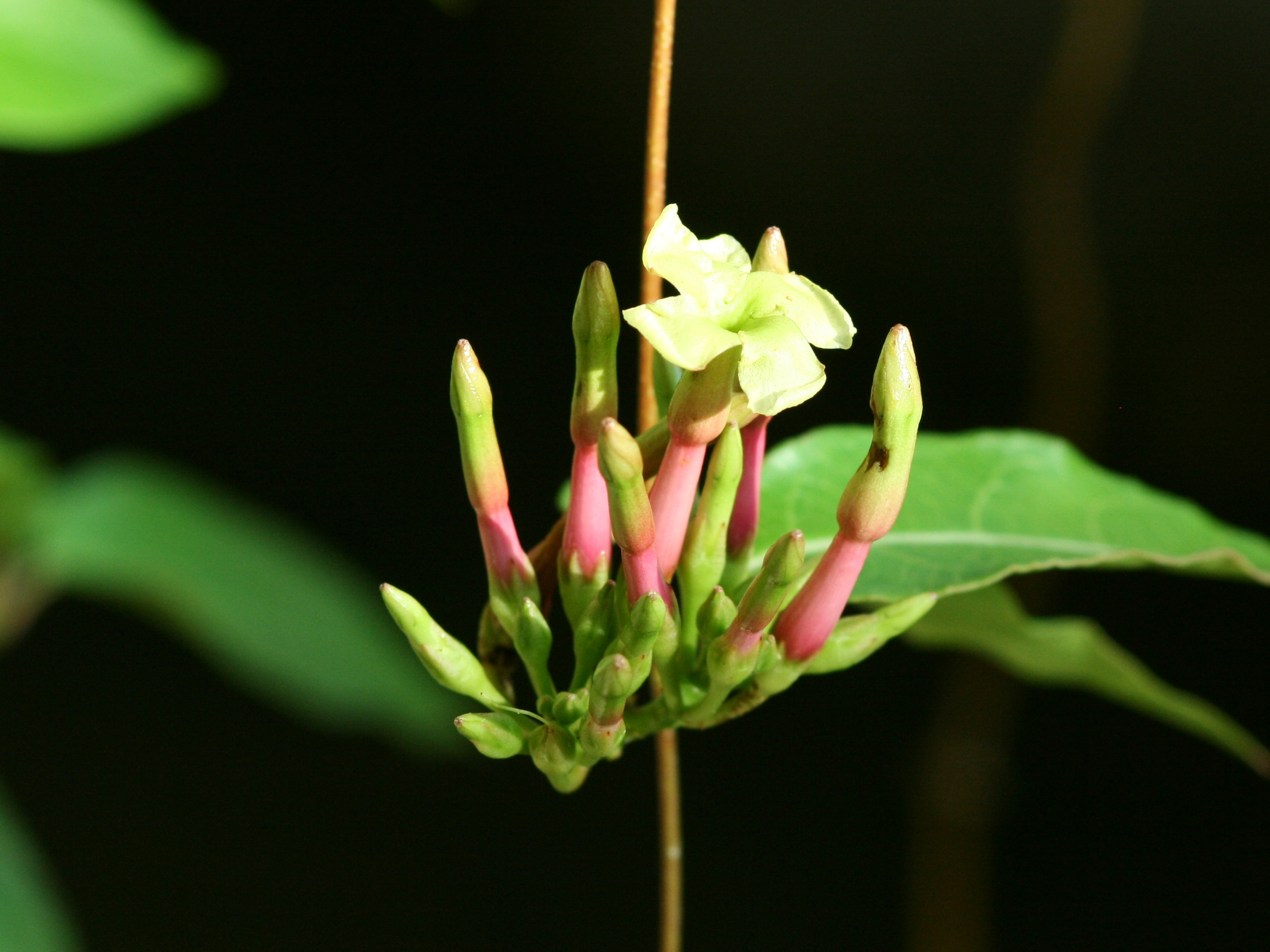
Infiorescenza di Mesechites trifida

## Biologia
Questo lepidottero mostra abitudini principalmente notturne. Durante l'accoppiamento, le femmine richiamano i maschi grazie ad un feromone rilasciato da una ghiandola posta all'estremità addominale.

### Periodo di volo
La specie è bivoltina, con una generazione tra gennaio e febbraio ed un'altra tra giugno e luglio.

### Alimentazione
I bruchi si alimentano sulle foglie di Mesechites trifida (Jacq.) Müll. Arg. (Apocynaceae).

## Tassonomia

### Sottospecie
Non sono state descritte sottospecie.

### Sinonimi
Sono stati riportati tre sinonimi:
- Calliomma triptolemus Walker, 1856 - List Spec. Lepid. Insects Colln Br. Mus. 8: 111-112 - Locus typicus: Suriname (sinonimo eterotipico)[8]
- Madoryx triptolemus Boisduval, 1875 - Sp. Gén. des Lép. Hét. 1: 154 - Locus typicus: Caienna (sinonimo eterotipico)[9]
- Sphinx triptolemus Cramer, 1779 - Uitl. Kapellen 3 (17-21): 40, pl. 216, f. F - Locus typicus: Suriname (sinonimo omotipico)[1]